# Prebold (plaats)
Prebold is een plaats in Slovenië en maakt deel uit van de gemeente Prebold in de NUTS-3-regio Savinjska. De plaats telde 1.705 inwoners op 1 januari 2020.